# Atletism la Jocurile Olimpice de vară din 1968 - 800 m (feminin)

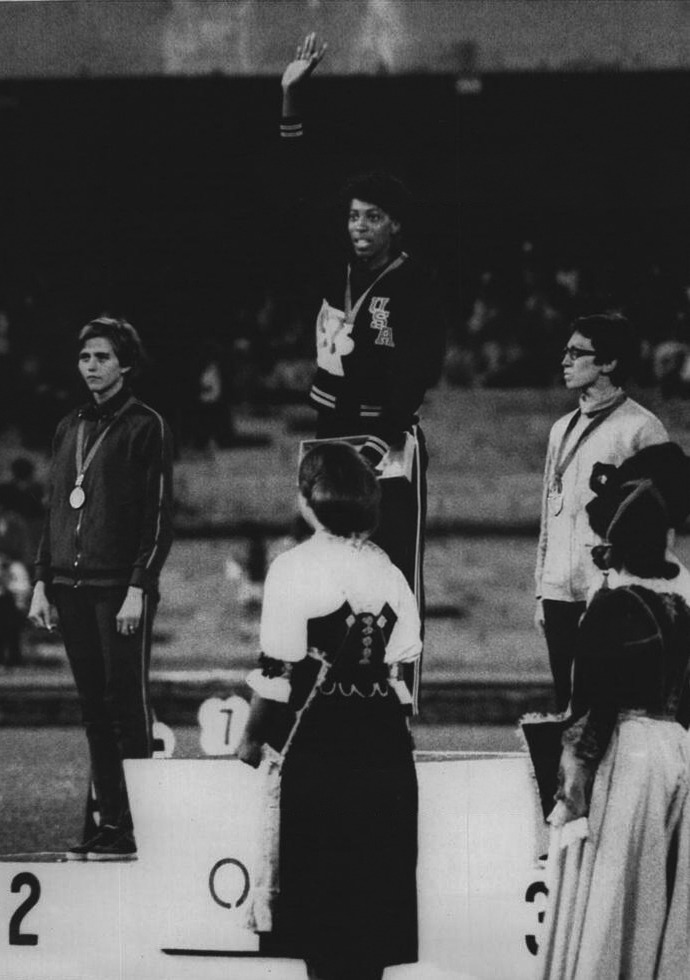
Ileana Silai, Madeline Manning și Maria Gommers pe podium

Proba de 800 de metri feminin de la Jocurile Olimpice de vară din 1968 a avut loc în perioada 17-19 octombrie 1968 pe Stadionul Olimpic Universitar.

## Recorduri
Înaintea acestei competiții, recordurile mondiale și olimpice erau următoarele:
| Record  | Atletă             | Rezultat   | Loc                    | Data              |
| ------- | ------------------ | ---------- | ---------------------- | ----------------- |
| Mondial | Vera Nikolić (YUG) | 2:00,5 min | Londra, Marea Britanie | 20 iulie 1968     |
| Olimpic | Ann Packer (GBR)   | 2:01,1 min | Tokyo, Japonia         | 20 octombrie 1964 |

## Rezultate

### Calificări
S-au calificat în semifinale primele patru atlete din fiecare serie. 

#### Seria 1
| Loc | Atletă            | Țară                       | Timp       |
| --- | ----------------- | -------------------------- | ---------- |
| 1   | Vera Nikolić      | Iugoslavia                 | 2:05,7 min |
| 2   | Laine Erik        | Uniunea Sovietică          | 2:06,5 min |
| 3   | Paola Pigni       | Italia                     | 2:06,7 min |
| 4   | Karin Burneleit   | Germania de Est            | 2:07,1 min |
| 5   | Francie Kraker    | Statele Unite ale Americii | 2:07,3 min |
| 6   | Elizabeth Chesire | Kenya                      | 2:10,9 min |
| –   | Aurelia Pentón    | Cuba                       | NS         |

#### Seria 2
| Loc | Atletă         | Țară              | Timp       |
| --- | -------------- | ----------------- | ---------- |
| 1   | Maria Gommers  | Olanda            | 2:04,0 min |
| 2   | Ileana Silai   | România           | 2:04,1 min |
| 3   | Sheila Taylor  | Marea Britanie    | 2:04,1 min |
| 4   | Anna Zimina    | Uniunea Sovietică | 2:04,4 min |
| 5   | Barbara Wieck  | Germania de Est   | 2:08,5 min |
| 6   | Channa Shezifi | Israel            | 2:09,2 min |

#### Seria 3
| Loc | Atletă             | Țară                       | Timp       |
| --- | ------------------ | -------------------------- | ---------- |
| 1   | Maryvonne Dupureur | Franța                     | 2:09,5 min |
| 2   | Doris Brown        | Statele Unite ale Americii | 2:09,5 min |
| 3   | Pat Lowe           | Irlanda                    | 2:09,5 min |
| 4   | Sylvia Potts       | Noua Zeelandă              | 2:09,6 min |
| 5   | Eeva Haimi         | Finlanda                   | 2:09,6 min |
| 6   | Tilly van der Made | Olanda                     | 2:10,5 min |

#### Seria 4
| Loc | Atletă               | Țară                       | Timp       |
| --- | -------------------- | -------------------------- | ---------- |
| 1   | Madeline Manning     | Statele Unite ale Americii | 2:08,7 min |
| 2   | Abby Hoffman         | Canada                     | 2:08,9 min |
| 3   | Jaroslava Jehličková | Cehoslovacia               | 2:08,9 min |
| 4   | Ilja Keizer          | Olanda                     | 2:08,9 min |
| 5   | Annelise Damm Olesen | Danemarca                  | 2:09,0 min |
| 6   | Joan Page            | Marea Britanie             | 2:10,2 min |

### Semifinale
S-au calificat în finală primele patru atlete din fiecare semifinală. 

#### Semifinala 1
| Loc | Atletă           | Țară                       | Timp       |
| --- | ---------------- | -------------------------- | ---------- |
| 1   | Madeline Manning | Statele Unite ale Americii | 2:05,8 min |
| 2   | Ileana Silai     | România                    | 2:05,9 min |
| 3   | Pat Lowe         | Marea Britanie             | 2:06,6 min |
| 4   | Abby Hoffman     | Canada                     | 2:07,0 min |
| 5   | Karin Burneleit  | Germania de Est            | 2:08,4 min |
| 6   | Anna Zimina      | Uniunea Sovietică          | 2:08,5 min |
| 7   | Ilja Keizer      | Olanda                     | 2:14,8 min |
| –   | Vera Nikolić     | Iugoslavia                 | NT         |

#### Semifinala 2
| Loc | Atletă               | Țară                       | Timp       |
| --- | -------------------- | -------------------------- | ---------- |
| 1   | Maria Gommers        | Olanda                     | 2:05,1 min |
| 2   | Doris Brown          | Statele Unite ale Americii | 2:05,2 min |
| 3   | Sheila Taylor        | Marea Britanie             | 2:05,2 min |
| 4   | Maryvonne Dupureur   | Franța                     | 2:05,5 min |
| 5   | Laine Erik           | Uniunea Sovietică          | 2:06,0 min |
| 6   | Sylvia Potts         | Noua Zeelandă              | 2:07,2 min |
| 7   | Paola Pigni          | Italia                     | 2:07,8 min |
| 8   | Jaroslava Jehličková | Cehoslovacia               | 2:13,5 min |

### Finala
| Loc | Atletă             | Țară                       | Timp          |
| --- | ------------------ | -------------------------- | ------------- |
| 1   | Madeline Manning   | Statele Unite ale Americii | 2:00,9 min RO |
| 2   | Ileana Silai       | România                    | 2:02,5 min    |
| 3   | Maria Gommers      | Olanda                     | 2:02,6 min    |
| 4   | Sheila Taylor      | Marea Britanie             | 2:03,8 min    |
| 5   | Doris Brown        | Statele Unite ale Americii | 2:03,9 min    |
| 6   | Pat Lowe           | Marea Britanie             | 2:04,2 min    |
| 7   | Abby Hoffman       | Canada                     | 2:06,8 min    |
| 8   | Maryvonne Dupureur | Franța                     | 2:08,2 min    |